# Sinapis
Genre
Classification phylogénétique
Sinapis est un genre de plantes herbacées de la famille des Brassicaceae.
Il existe six espèces :
- Sinapis alba (Moutarde blanche) ;
- Sinapis allionii ;
- Sinapis arvensis (Moutarde des champs) ;
- Sinapis circinata ;
- Sinapis flexuosa ;
- Sinapis pubescens.